# Carnifex (finnische Band)
Carnifex (deutsch Henker) war eine finnische Grind-/Death-Metal-Band aus Kokkola, die von 1990 bis 1994 existierte. In dieser Zeit veröffentlichte sie drei Demos und nahm wenigstens ein Stück im Proberaum auf.
Gut ein Vierteljahrhundert nach dem Ende der Gruppe wurden diese Lieder gesammelt und 2018 als Kompilation von Xtreem Music veröffentlicht. Neue Auflagen dieser Kompilation gab es 2019 und 2021 von Headsplit Records und Nuclear Abominations.

## Diskografie
- 1991: Decadence Demo (Demo)
- 1991: Split (Split Demo mit Festerday)
- 1993: Demo III (Demo)
- 2018: Pathological Rites